# فرنسيسكو خافيير أريلانو فيليكس
فرنسيسكو خافيير أريلانو فيليكس (بالإسبانية: Francisco Javier Arellano Félix) هو مهرب مخدرات مكسيكي، ولد في 11 ديسمبر 1969 في المكسيك.